# Zmiëvka
Zmiëvka (in russo Змиёвка?) è un insediamento di tipo urbano della Russia europea sudoccidentale, situato nell'oblast' di Orël; è il centro amministrativo del rajon Sverdlovskij.
Si trova circa 40 km (in linea d'aria) a sud-est di Orël.